# Hideo Shiraki
Hideo Shiraki, (jap. 白木 秀雄, Shiraki Hideo; * 1. Januar 1933 in Kanda-Matsueda-chō, Kanda, Stadt Tokio (heute Chiyoda, Präfektur Tokio); † 31. August 1972) war ein japanischer Jazz-Schlagzeuger und Bandleader.

## Leben und Wirken
Shiraki begann seine Karriere in den 1950er Jahren als Musiker unter dem Einfluss der in Japan stationierten US-Soldaten im Modern-Jazz-Idiom. Er studierte Perkussion an der Musikhochschule Tokio; daneben spielte er mit Masashi Nagaos Blue Coats. Von 1959 bis 1963 war er mit Yaeko Mizutani II. verheiratet. In den späten 1950er und frühen 1960er Jahren arbeitete er mit einem eigenen Quintett, in dem Musiker wie Hidehiko Matsumoto, Terumasa Hino und Yuzuru Sera Hardbop spielten. Mit der in Japan erfolgreichen Band legte er u. a. das Alben In Fiesta (Teichiku 1961) vor, das eine Coverversion von Benny Golsons Standard Five Spot After Dark enthielt. 1965 öffnete er sich musikalisch dem Ethno-Jazz, als er mit Sakura Sakura und Koto-Spielerinnen arbeitete. Im November 1965 trat er auf Einladung von Joachim-Ernst Berendt auf den Berliner Jazztagen auf, bei dem er zeitgenössischen Jazz mit traditioneller japanischer Musik fusionierte. Shiraki arbeitete außerdem mit Toshiko Akiyoshi (Toshiko Meets Her Old Pals, 1961). Er starb 1972 an einer Schlafmittelvergiftung.

## Diskographische Hinweise
- Hideo Shiraki Quintet Featuring Terumasa Hino & Takeru Muraoka – Japan Meets Jazz, Hideo Shiraki Quintet In Berlin (MPS 1970)